# Goodison Park
Goodison Park er hjemmebane for Premier League-holdet Everton FC som er lokaliseret i Liverpool, Merseyside. Dens total kapacitet er på 39.572 (alle siddepladser), og det blev åbnet første gang den 24. august 1892. Stadionet kaldes også The Grand Old Lady.
Banen måler 100 gange 68 meter, og tilskuerrekorden på 78.299 blev sat under en kamp mod byrivalen Liverpool F.C. i en ligakamp den 18. september 1948. Stadionet var det første i England til at få indlagt varme.
53°26′20″N 2°57′59″V / 53.438888888889°N 2.9663888888889°V